# Lassina Diaby
Lassina Diaby (Costa de Marfil, 5 de agosto de 1992) es un futbolista marfileño.

## Trayectoria
En la temporada 2021-2022 jugó para el Al-Nojoom Football Club. En 2015-16 fue fichado por el Al-Khor Sports Club. En 2023 fichó por el Al-Saqer FC.
Durante su carrera deportiva ha sido campeón de la Liga de fútbol de Catar en las temporadas 2010-11, 2011-12, 2013-14 y 2014-15 y de la Copa Príncipe de la Corona de Catar en 2012-13.